# Walter Pérez
Walter Pérez (3 de fevereiro de 1975) é um ciclista argentino bicampeão pan-americano. Pérez também ganhou medalha de ouro nos Jogos Olímpicos de Pequim, em 2008. Foi campeão no Campeonato Mundial de Ciclismo de Pista com Juan Curuchet em 2004.
Carregou a bandeira de seu país natal durante a cerimônia de abertura nos Jogos Pan-Americanos de 2011 e 2015 .